# ONFI

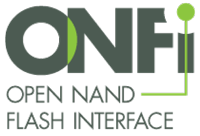

ONFI(Open NAND Flash Interface Working Group) 또는 ONFi는 NAND 플래시 메모리 및 통신 장치를 위한 개방형 표준을 개발하기 위해 작업하는 기술 기업들의 컨소시엄이다. ONFI의 설립은 2006년 3월 인텔 개발자 포럼에서 발표되었다.

## 사양
ONFI는 NAND 플래시 칩의 표준 인터페이스의 사양을 제공하였다.
버전 1.0 사양은 2006년 12월 28일 출시되었으며 ONFI 웹 사이트로부터 비용 없이 이용이 가능하게 되었다. 다음을 규정하였다:
- TSOP-48, WSOP-48, LGA-52, BGA-63 패키지의 NAND 플래시의 표준 물리 인터페이스 (핀)
- 식별 및 기능 기술을 위한 NAND 칩의 표준 매커니즘
- NAND 플래시의 읽기, 쓰기, 지우기를 위한 표준 명령어
- NAND 플래시의 표준 타이밍 요건
- 읽기 캐시의 표준 구현을 통한 성능 개선. NAND 플래시 조작의 동시성 증가.
- 선택적 오류 정정 코드(ECC) 기능을 허용함으로써 데이터 무결성 개선.

버전 2.3은 2010년 8월 출판되었다.
버전 3.0은 2011년 3월 출판되었다.
버전 3.1은 2012년 10월 출판되었다.
버전 3.2는 2014년 4월 17일 출판되었다.
버전 4.0은 2014년 4월 17일 출판되었다.
버전 4.1은 2017년 12월 출판되었다.

## 같이 보기
- NVM 익스프레스